# قتاد متناثر
القَتَاد المتناثر (باللاتينية: Astragalus sparsus) نوع نباتي عشبي من جنس القتاد.

## البيئة والانتشار
موطنه بلاد الشام وسيناء.